# Luis Guillermo García
Luis Guillermo García Rubio (Bayamón, 5 gennaio 1995) è un pallavolista portoricano, palleggiatore dei Mets de Guaynabo.

## Carriera

### Club
La carriera di Luis Guillermo García inizia nei tornei scolastici portoricani col Colegio Marista, proseguendo poi a livello universitario negli Stati Uniti d'America, dove con lo Springfield, partecipa alla NCAA Division III dal 2014 al 2017, disputando quattro finali nazionali consecutive e vincendo il titolo negli anni da freshman e senior, ricevendo anche qualche riconoscimento individuale.
Fa il suo esordio da professionista in patria, ingaggiato come prima scelta del draft per la Liga de Voleibol Superior Masculino 2017 dai Gigantes de Carolina: dopo la cancellazione del torneo a causa dei danni provocati dall'uragano Maria, si accasa a Cipro per il campionato 2017-18, disputando la A' katīgoria con il Karavas. Rientra quindi a Porto Rico per la Liga de Voleibol Superior Masculino 2018, questa volta difendendo i colori dei Changos de Naranjito.
Dopo una breve esperienza in Libia, insieme al connazionale Kevin López, giocando per l'Al-Ahly Bengasi, è nuovamente impegnato con i Changos de Naranjito nella stagione 2019, venendo però ceduto a metà annata ai Caribes de San Sebastián. Dopo la cancellazione del campionato portoricano nel 2020, torna in campo nella Liga de Voleibol Superior Masculino 2021 con i Gigantes de Carolina, mentre è di scena coi Mets de Guaynabo dall'annata seguente, conquistando uno scudetto. 

### Nazionale
Nel 2019 riceve invece le prime convocazioni in nazionale, esordendo in occasione del campionato nordamericano, dove viene premiato come miglior palleggiatore. In seguito conquista la medaglia di bronzo alla NORCECA Final Four 2023 e ai XXIV Giochi centramericani e caraibici.

## Palmarès

### Club
- NCAA Division III: 2

2014, 2017
- Campionato portoricano: 1

2022

### Nazionale (competizioni minori)
- NORCECA Final Four 2023
- Giochi centramericani e caraibici 2023

### Premi individuali
- 2016 - All-America First Team
- 2017 - All-America First Team
- 2019 - Campionato nordamericano: Miglior palleggiatore